# Tour du Kosovo
Le Tour du Kosovo est une course cycliste disputée sur plusieurs étapes au Kosovo. Depuis 2019, elle fait partie de l'UCI Europe Tour dans la catégorie 2.2.
En 2018, la course célèbre sa dix-huitième édition. 

## Palmarès depuis 2010
| Année | Vainqueur              | Deuxième              | Troisième        |
| ----- | ---------------------- | --------------------- | ---------------- |
| 2010  | Karsten Keunecke       | Jonid Tosku           | Besmir Banushi   |
| 2011  | Ylber Sefa             | Altin Sufa            | Qëndrim Guri     |
| 2012  | Besmir Banushi         |                       |                  |
| 2013  | Heinrich Berger        | Esad Hasanović        | Benjamin Holler  |
| 2014  | Olsian Velia           | Alexander Schlenkrich | Sascha Starker   |
| 2015  | Alban Nuha             | Ylber Sefa            | Besmir Banushi   |
| 2016  | Ylber Sefa             | Egzon Misini          | Nikolla Xhukiç   |
| 2017  | Stanimir Cholakov      | Besmir Banushi        | Bart Dielissen   |
| 2018  | Innokenty Zavyalov     | Daaf Koemans          | Bart Dielissen   |
| 2019  | Charálampos Kastrantás | Yordan Andreev        | Kenny Nijssen    |
| 2020  | annulé                 | annulé                | annulé           |
| 2021  | Tristan Delacroix      | Ylber Sefa            | Nikodemus Holler |
| 2022  | annulé                 | annulé                | annulé           |
| 2023  | Nicolò Garibbo         | Piergiorgio Cozzani   | Nikólaos Drákos  |